# Krocok
Krocok is een bestuurslaag in het regentschap Blora van de provincie Midden-Java, Indonesië. Krocok telt 866 inwoners (volkstelling 2010).